# 谷本光司
谷本 光司（たにもと こうじ）は、日本の国家公務員、技術公務員。近畿地方整備局長、国土技術研究センター理事を経て、阪神水道企業団企業長。

## 経歴
奈良県出身。1972年東大寺学園高等学校卒業。1980年、京都大学大学院工学研究科土木工学科修了。
同年、建設省入省。三重県や関東地方建設局 (現在の関東地方整備局) に勤務。水資源機構副理事長。2012年 (平成24年)8月 上総周平の後任として国土交通省近畿地方整備局長。国土技術研究センター業務執行理事。2013年8月 池内幸司を後任に同職を退き退官。
2016年9月から阪神水道企業団企業長。宝塚市への用水供給開始、兵庫県との広域連携推進、二部料金制度に取り組んだ。また財政計画を整理統合し、新たに「経営戦略2020」を策定した。2020年 (令和2年) 8月、吉田延雄を後任として同職退任。2021年12月、日本水道協会会長表彰特別賞受賞。